# Holboca
Holboca é uma comuna romena localizada no distrito de Iaşi, na região de Moldávia. A comuna possui uma área de 59.36 km² e sua população era de 12538 habitantes, segundo o censo de 2007.